# Riomfalvi erődtemplom
A riomfalvi erődtemplom műemlékké nyilvánított épület Romániában, Szeben megyében. A romániai műemlékek jegyzékében az SB-II-a-A-12522 sorszámon szerepel.